# Annegret Brießmann
Annegret Brießmann (née le 28 juillet 1972) est une joueuse allemande de handibasket, membre du club Mainhatten Skywheelers. Elle a également participé aux jeux paralympiques d'été de 2012 de Londres, durant lesquels elle remportera une médaille d'or. Le président fédéral Joachim Gauck a attribué à son équipe la plus haute distinction qu'est la médaille Silbernes Lorbeerblatt.

## Biographie
Annegret Brießmann est née à Ober-Beerbach le 28 juillet 1972,. Elle vit désormais à Einhausen. Adolescente, elle s'inscrit au club SKG Ober-Beerbach Fußball dans lequel elle participe à des matchs de football. Elle participe également à des matchs de basketball pendant plusieurs années dans une équipe locale appelée BSC Einhausen, puis à des événements d'athlétisme au TSV Eschollbrücken.
En 2005, Brießmann, victime d'un accident de ski, souffre d'une fracture vertébrale qui la rendra paraplégique. Elle retourne dans le domaine de l'athlétisme et remporte le championnat national allemand du lancer de poids avec un lancer de 16,70 m. Einhausen la nomme sportive de l'année 2009. Brießmann s'intéresse par la suite à la discipline du handibasket pendant sa rééducation. Elle est placée au plus haut niveau de handicap en matière sportif,. Elle joue à Darmstadt et Aschaffenbourg avant de se joindre au Mainhatten Skywheelers de Francfort en 2010.

## Palmarès
- 2012 : médaille d'or aux Jeux paralympiques de 2012 (Londres, Angleterre)[6]
- 2013 : médaille d'argent au championnat d'Europe (Francfort, Allemagne)[7]

## Distinctions
- 2012 : équipe de l'année[8]
- 2012 : Silbernes Lorbeerblatt[9]